# Kirche Maria im Elend zu Straßgang

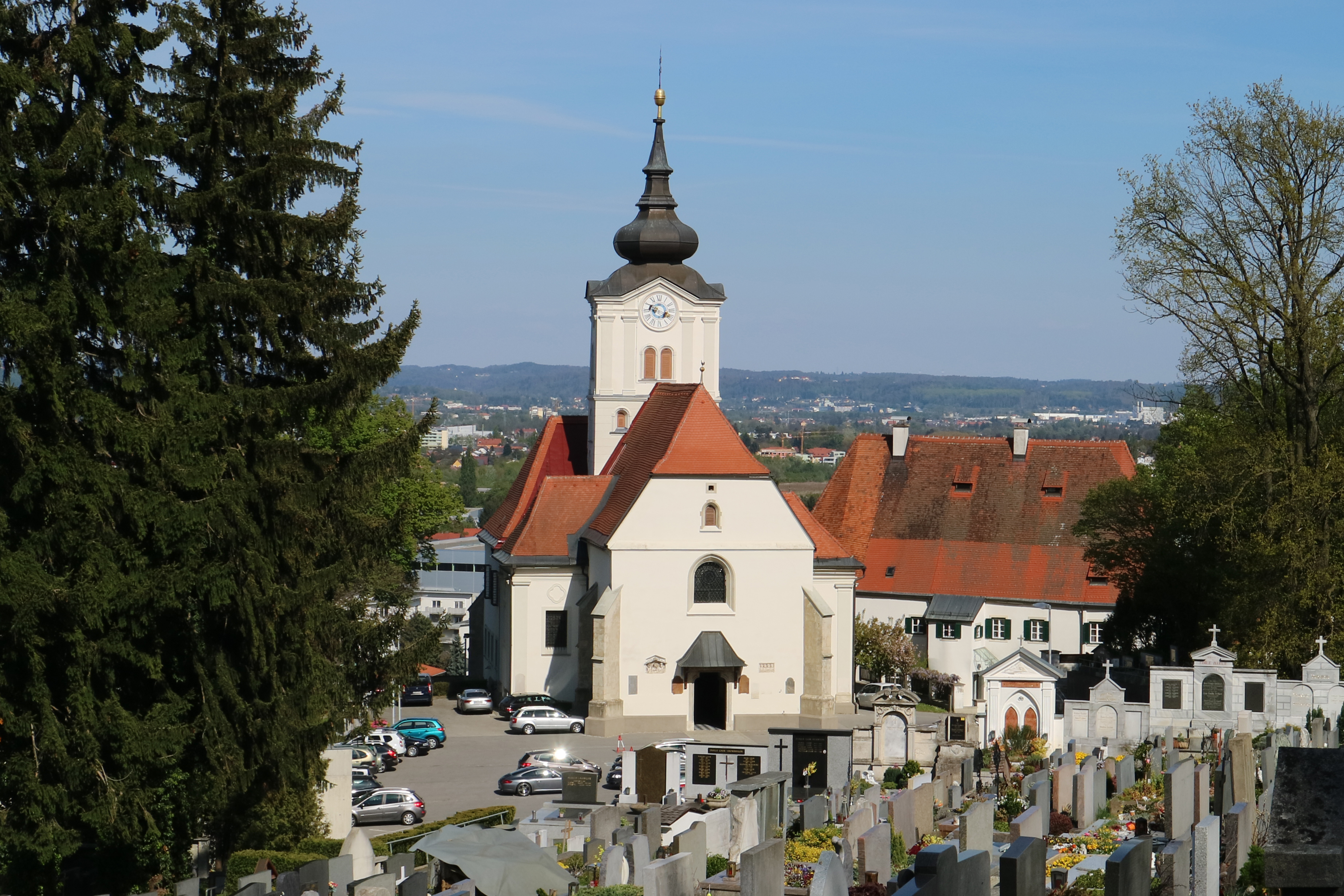
Frontalansicht (Südwesten)

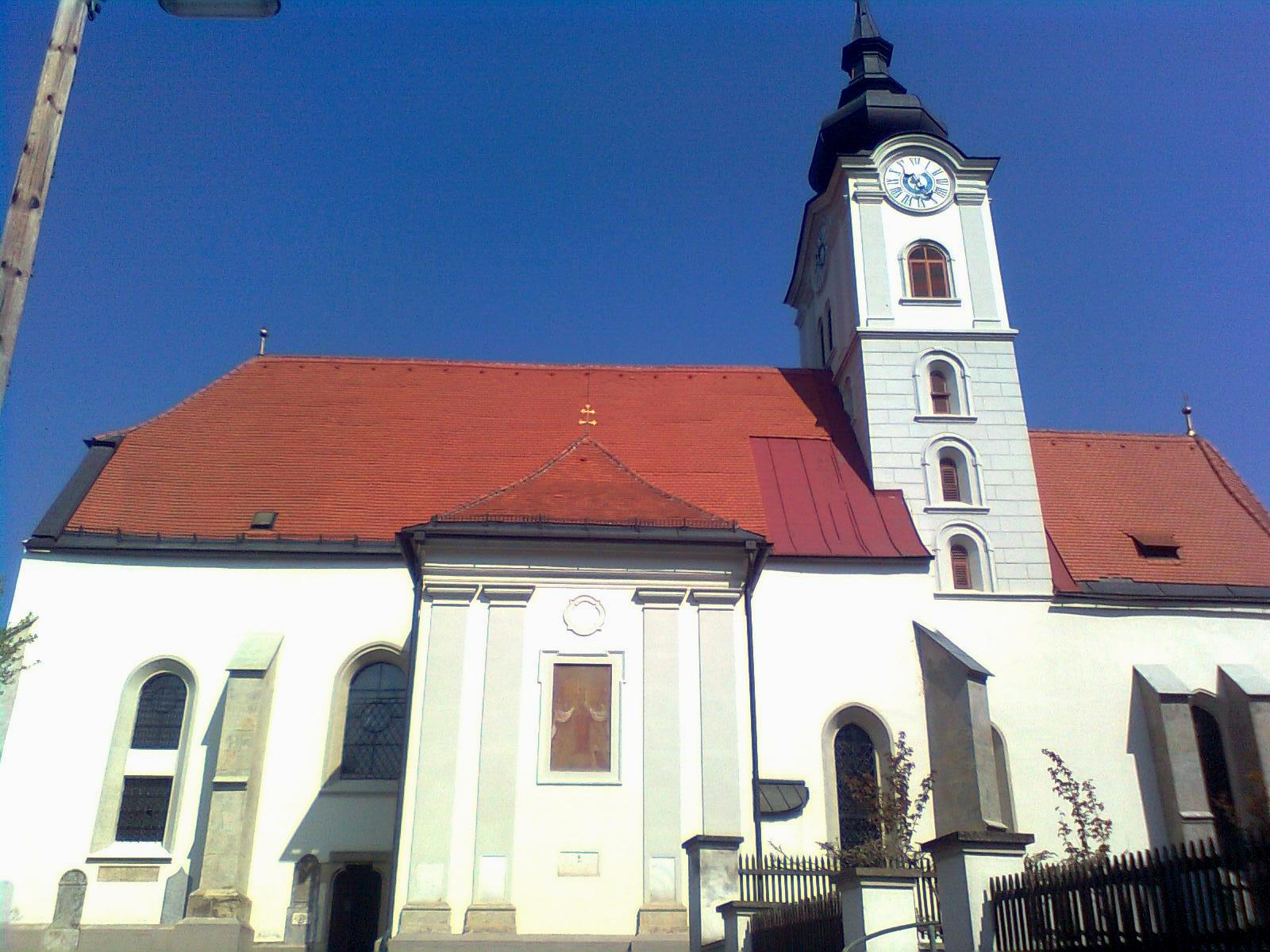
Seitenansicht (Nordwesten)

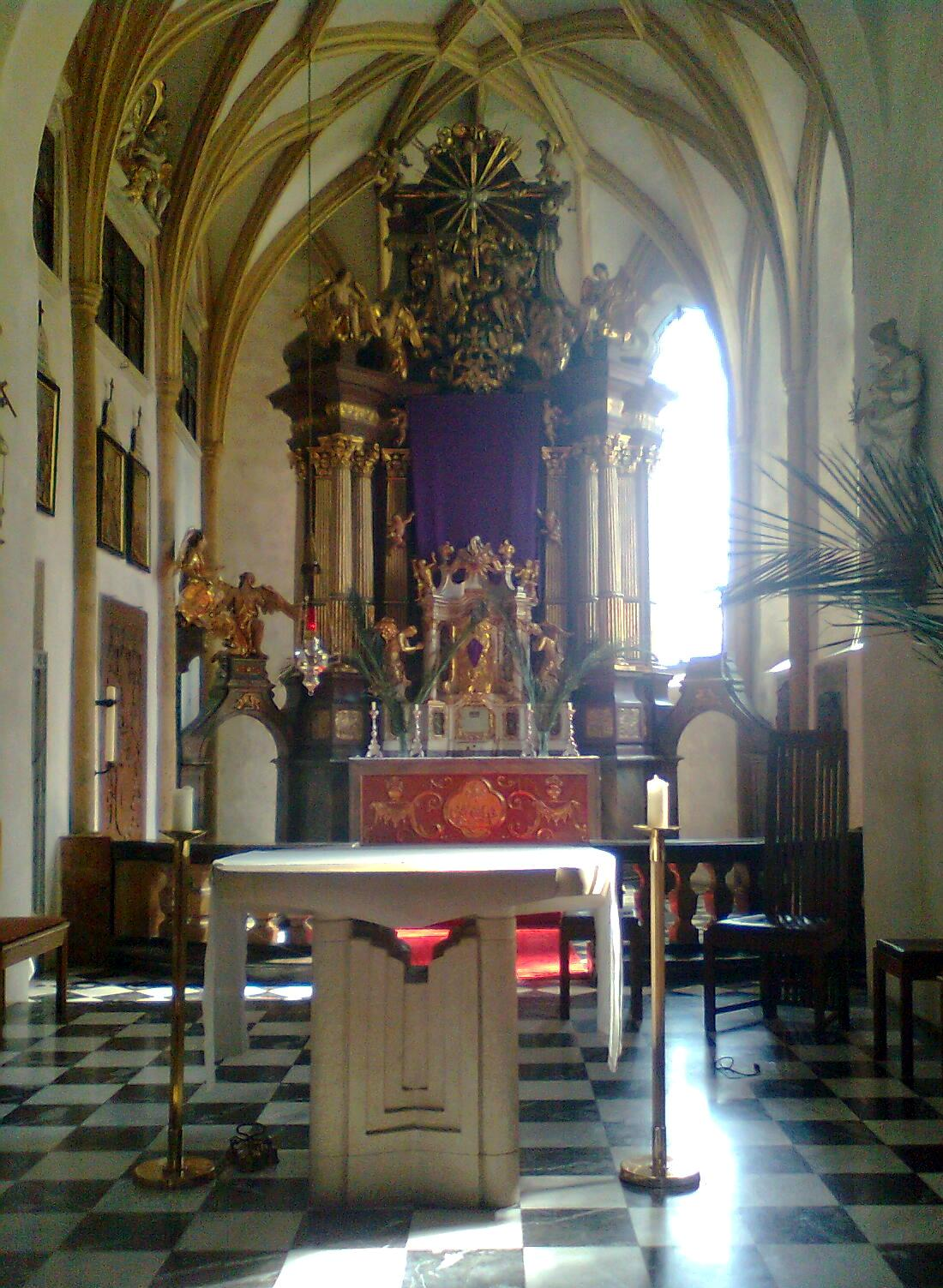
Altarraum

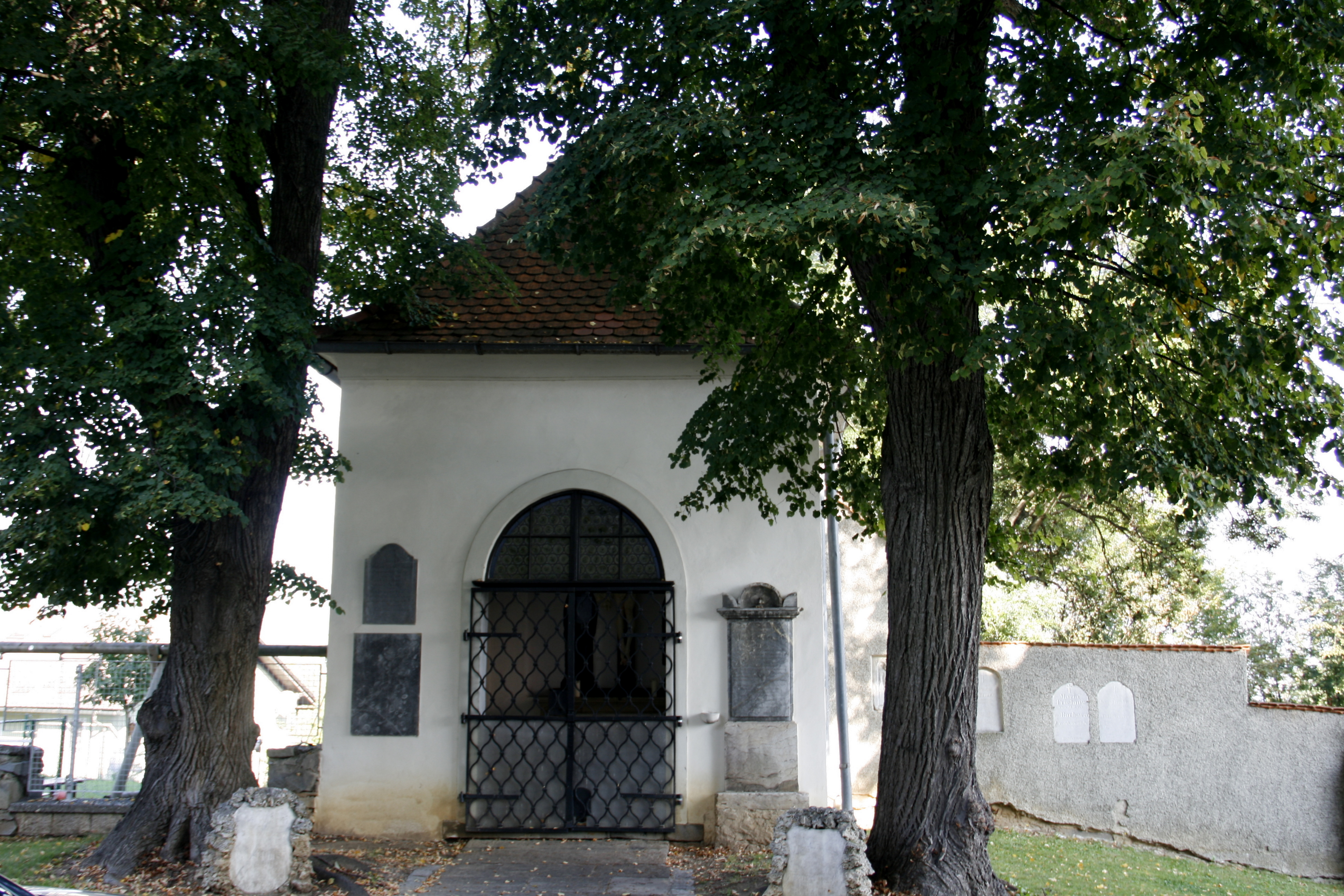
Jubiliäumskapelle

Die Kirche Maria im Elend zu Straßgang ist eine römisch-katholische Pfarr- und Wallfahrtskirche im 16. Grazer Stadtbezirk Straßgang. In einer Maria-Elend-Kirche wird der Flucht nach Ägypten vor dem Kindsmörder Herodes gedacht; diese Begebenheit zählt zum zweiten von sieben Schmerzen Marias. Das Patroziniumsfest wird daher am Gedenktag der Sieben Schmerzen Mariens begangen, dem 15. September.

## Geschichte
Das Kirchengebäude steht am Nordosthang des Florianibergs über Straßgang im Grazer Feld. Die Pfarre zählt zu den ältesten Pfarrgründungen der Steiermark. In die Außenwände der Kirche sind römische Grabsteine aus dem 2. oder 3. Jahrhundert eingemauert. Auf dem Kirchenhügel stand wahrscheinlich vor der Kirchengründung ein Wachturm. Seit dem 10. Jahrhundert befand sich an dieser Stelle eine Georgskirche, die im Besitz der Aribonen war und im Stil der Romanik erbaut wurde. Einige Reste sind in der heutigen Bausubstanz noch enthalten. Die Kirche kam in den Besitz des Benediktinerstifts Admont und wurde 1140 zur selbstständigen Pfarrkirche erhoben. Im 15. Jahrhundert wurde die Kirche um das Presbyterium erweitert und im Barock mit neuen Altären versehen. An das Langhaus baute Johann Baptist Pozzo zwei Kapellen und die Sakristei an. Der ebenfalls barocke Dachreiter stammt vom Architekten Johann Georg Stengg. Die Turmspitze ist von einer aus Kupferblech beschlagenen Zwiebelhaube abgeschlossen.
Ebenfalls spätgotisch ist der Pfarrhof Straßgang.

## Gestaltung
Durch neugotische Portale gelangt man in einen gotischen Innenraum mit barocker Ausstattung. Hinter dem 1990 neugestalteten Altar befindet sich im Chor der in den Jahren 1727 und 1728 vom Grazer Bildhauer Johann Jacob Schoy geschaffene Hochaltar im Barockstil mit der spätgotischen Straßganger Gnadenmutter nach dem Bild einer Schutzmantelmadonna in dessen Zentrum. Das Bildnis des Kaisers unter ihrem Mantel zeigt ein Porträt Kaiser Friedrichs III. und das des Papstes Pius II. Über dem Gnadenbild befinden sich Darstellungen der Heiligen Dreifaltigkeit. An vergoldeten Reliefplatten sind die Patrone der von Maria Elend ausgegangenen Tochterkirchen dargestellt. 
Die Triumphbogenwand ist vom Mutter-Anna-Altar und einem modernen Kreuzigungsbild, welches das zerstörte barocke Altarblatt ersetzt, geziert. Auf der Kanzel, die 1773 von Jakob Peyer gestaltet wurde, befinden sich die drei christlichen Tugenden Glaube, Hoffnung und Liebe in ihren jeweiligen Darstellungsformen. Die Altäre der Seitenkapellen sind dem heiligen Franz von Paola und dem heiligen Antonius von Padua geweiht.
Der Entwurf für die liturgische Neuordnung (Volksaltar, Ambo, Sessio, Leuchter) stammt von Jörg Uitz (1990).